# ザ・スパイダースのゴー・ゴー・向こう見ず作戦
『ザ・スパイダースのゴー・ゴー・向こう見ず作戦』は、ザ・スパイダース初主演の日活映画。1967年8月26日公開。カラー、シネマスコープ、81分。

## ストーリー
素人歌謡コンクールで優勝したチノが司会者からの質問に、「愛のためにどんな障害物も避けないでまっすぐ私のところにきてくる人」なら恋人にすると答えたため、七人組の若者たちが横浜港から東京まで一直線に行進する。

## スタッフ
- 企画：笹井英男
- 脚本：倉本聰、才賀明
- 監督：斎藤武市
- 撮影：山崎善弘
- 美術：中村公彦
- 音楽：小杉太一郎
- スチル：坂東正男
- 録音：高橋三郎

## キャスト
- 昭知：田辺昭知 （ザ・スパイダース）
- 孝之：井上孝之
- 順：井上順
- 正章：堺正章
- 克夫：大野克夫
- ひろし：ムッシュかまやつ
- 充：加藤充
- 健：山内賢
- 浩治：和田浩治
- 英介：杉山元
- 光彦：木下雅弘
- チノ：松原智恵子
- テレビ司会者：島村謙三
- テレビ局員菅井：柴田新三
- 三上教授：内田朝雄
- 三上妻：新井麗子
- 主人：平凡太郎
- 女房：イーデス・ハンソン
- 間男：林家こん平
- 健の父：柳家金語楼